# Evertz Microsystems
Evertz Microsystems Ltd. ist ein kanadisches Unternehmen, welches verschiedene Filmproduktions- und Broadcastsysteme für die Fernseh- und Filmindustrie produziert. Das Unternehmen hat seinen Hauptsitz in Burlington, Ontario, Kanada und beschäftigte im Jahr 2013 etwa 900 Mitarbeiter,  Anfang 2021 1.700 Mitarbeiter. Seit 2006 ist das Unternehmen an der Toronto Stock Exchange notiert. Evertz vermarktet seine Systeme weltweit und besitzt Standorte in Nordamerika, Europa, Vereinigten Arabischen Emirate und Japan.

## Geschichte
Dieter und Rose Evertz gründeten DynaQuip Electron Devices Limited im Jahre 1966, welches schwerpunktmäßig Systeme für die Filmindustrie entwickelte. 1983 wurde das Unternehmen in Evertz Microsystems Limited umbenannt. 2006 erfolgte der Gang an die Börse. Das Unternehmen nahm dadurch 67 Millionen Dollar an Kapital ein. 2005 übernahm das Unternehmen den Routerhersteller Quartz Electronics und im Jahre 2011 den Softwareentwickler
Pharos Communications.
Im Januar 2021 übernahm Evertz die Audiogerätemarke (Mischpulte) 
Studer von Harman.

## Produkte
Das Unternehmen produziert und vertreibt diverse Filmproduktions- und Broadcastsysteme in diversen Ausführungen (Auszug):
- Filmschneidesysteme
- 2D- und 3D-Systeme
- HDTV-, DTV- und IPTV-Systeme
- Router
- RF-Verstärker
- Broadcastsysteme